# Wilhelm Engerth
Wilhelm Freiherr von Engerth (26 mai 1814 - 4 septembre 1884) était un architecte et un ingénieur autrichien, connu pour être le concepteur de la première locomotive de montagne. Pour ses services, il a été anobli en 1875 à la dignité de baron.

## Vie et œuvre

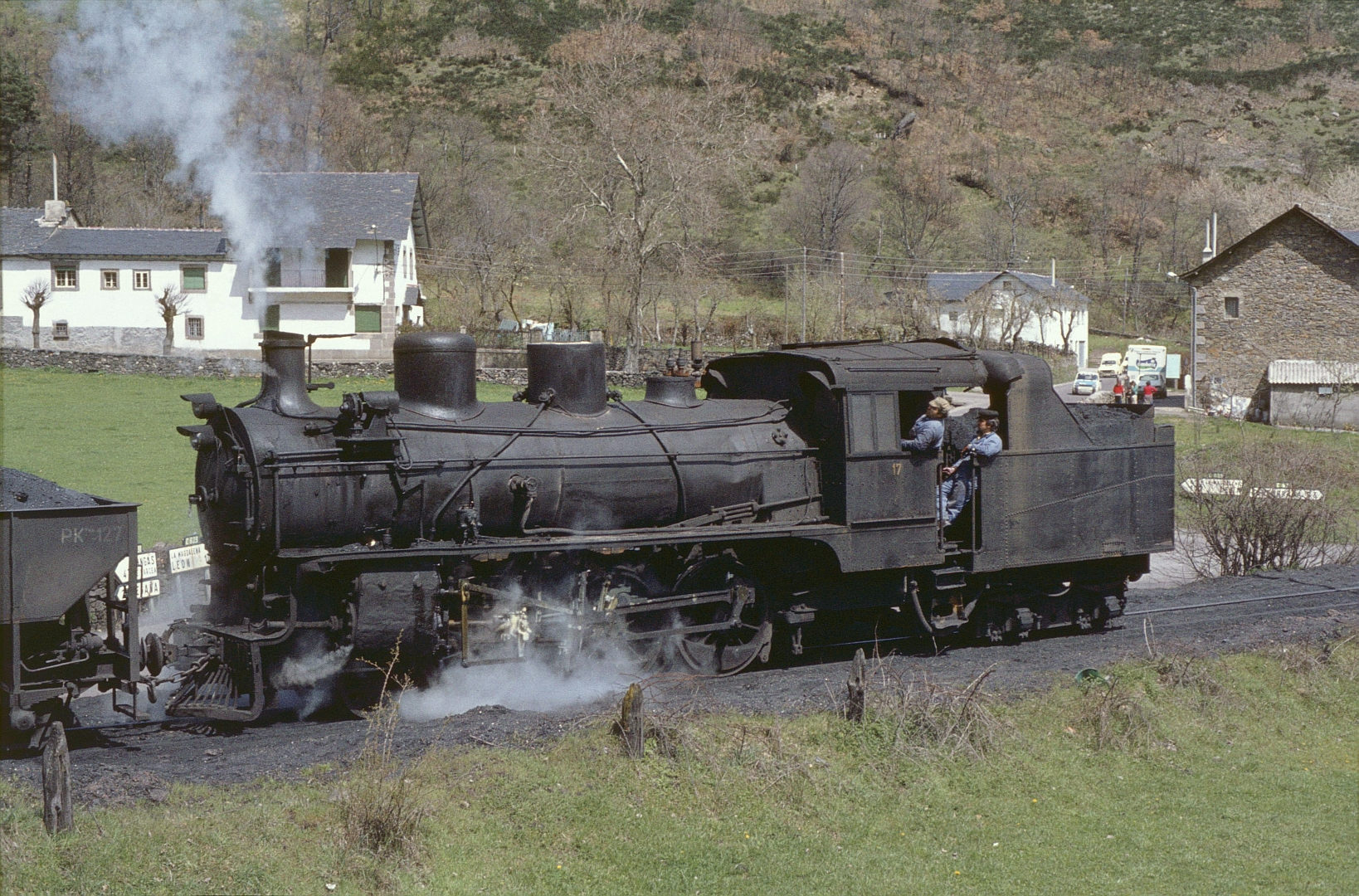
Une locomotive articulée Engerth sur le Chemin de fer de Ponferrada à Villablino.

Wilhelm Engerth est né le 26 mai 1814 à Pleß en Silésie prussienne (aujourd'hui Pszczyna, voïvodie de Silésie. À partir de 1834, Wilhelm a étudié à Vienne – d'abord dans l'architecture et ensuite dans la construction mécanique – et est alors allé en Galicie en tant qu'architecte, où il fut bientôt chargé de beaucoup de travail. Il est revenu à Vienne afin de se consacrer à la technologie, est devenu professeur de mécanique au Polytechnikum, puis professeur de géométrie descriptive et, en 1844, professeur de mécanique et des principes de technologie au FH Joanneum à Graz.
Il a conçu une locomotive à wagon pour la ligne de chemin de fer de Semmering (Semmeringbahn) qui a tellement bien répondu aux exigences que, depuis lors, la locomotive d'Engerth a été beaucoup utilisée.
En 1850 Engerth a été nommé directeur technique (Rat) du conseil exécutif pour les chemins de fer, et plus tard a assuré le département de la construction au ministère du commerce autrichien. En 1855, il a succédé comme Zentraldirektor des chemins de fer autrichiens et plus tard est devenu son directeur général (Generaldirektor). En 1859, il était membre de la Zollenquetekommission et en 1860 il a quitté le gouvernement. Il a travaillé avec la grande circonspection (Umsicht) sur l'organisation des études techniques en Autriche et était l'un des partisans les plus enthousiastes de la régulation du Danube. Il a inventé le Schwimmtor, une barrière pour empêcher la glace flottante d'entrer dans le canal du Danube. À l'exposition universelle de Vienne en 1873, il a officié à la tête comme chef d'ingénierie et a mené la construction des halls d'exposition en tant qu'ingénieur en chef. Il a incité la construction des tunnels via l'Arlberg. En 1874, il fut appelé à la chambre haute (Herrenhaus) du parlement autrichien, au Reichsrat et, en 1875, est anobli en baron. Il est mort le 4 septembre 1884 à Leesdorf, une partie de Baden (Basse-Autriche). Son frère était l'artiste, Eduard von Engerth.